# Jewdokija Bukina
Jewdokija Bukina (ur. 10 lutego 1993) – rosyjska lekkoatletka, biegaczka długodystansowa.

## Osiągnięcia
| Rok  | Impreza                                                    | Miejsce   | Konkurencja                   | Lokata            | Wynik    |
| ---- | ---------------------------------------------------------- | --------- | ----------------------------- | ----------------- | -------- |
| 2009 | Gimnazjada                                                 | Doha      | bieg na 2000 m z przeszkodami | 2. miejsce        | 6:57,24  |
| 2010 | Mistrzostwa świata w biegach przełajowych                  | Bydgoszcz | bieg juniorek (ok. 6 km)      | 66. miejsce       | 21:51    |
| 2010 | Kwalifikacje europejskie do igrzysk olimpijskich młodzieży | Moskwa    | bieg na 2000 m z przeszkodami | 8. miejsce        | 7:06,33  |
| 2011 | Mistrzostwa Europy juniorów                                | Tallinn   | bieg na 3000 m z przeszkodami | el. – 17. miejsce | 10:47,84 |
| 2012 | Mistrzostwa świata juniorów                                | Barcelona | bieg na 3000 m z przeszkodami | 4. miejsce        | 9:56,46  |
| 2012 | Mistrzostwa Europy w biegach przełajowych                  | Budapeszt | bieg juniorek (ok. 4 km)      | 10. miejsce       | 14:05    |
| 2012 | Mistrzostwa Europy w biegach przełajowych                  | Budapeszt | drużyna juniorek              | 2. miejsce        |          |
| 2013 | Młodzieżowe mistrzostwa Europy                             | Tampere   | bieg na 3000 m z przeszkodami | 3. miejsce        | 10:03,41 |

Medalistka mistrzostw Rosji.

## Rekordy życiowe
- Bieg na 1000 metrów – 2:46,7 (2012)
- Bieg na 2000 metrów z przeszkodami (hala) – 6:12,76 (2013)
- Bieg na 3000 metrów z przeszkodami – 9:47,45 (2013)